# Magdalena Gabig-Cimińska
Magdalena Angelina Gabig-Cimińska (ur. 10 kwietnia 1972 r. w Starogardzie Gdańskim) – polski profesor nauk biologicznych. Specjalizuje się w biologii molekularnej. Profesor zwyczajny w Instytucie Biochemii i Biofizyki PAN oraz Uniwersytecie Gdańskim (Wydział Biologii).

## Życiorys
W czerwcu 1996 r. ukończyła studia z zakresu biologii na Wydziale Biologii, Geografii i Oceanologii Uniwersytetu Gdańskiego (WBGiO UG). Na tym samym Wydziale w marcu 1999 r. obroniła doktorat z biologii na podstawie dysertacji Regulacja rozwoju bakteriofaga lambda w komórkach Escherichia coli w odpowiedzi na różne warunki środowiskowe, przygotowanej pod kierunkiem prof. Grzegorza Węgrzyna. W czasie studiów doktoranckich odbyła liczne praktyki i staże naukowe w kraju i za granicą, w tym dwa kilkumiesięczne staże zagraniczne, tj. w 1997 r. w Akademii Medycznej Hadassah na Uniwersytecie Hebrajskim w Jerozolimie w Izraelu oraz w 1998 r. na Uniwersytecie Kalifornijskim (UCSD) w San Diego w USA.
W październiku 2007 r. uzyskała tytuł docenta (oavlönad docent, najwyższy stopień naukowy przyznawany dożywotnio przez Szwedzką Komisję Kwalifikacyjną Królewskiej Politechniki Sztokholmskiej) w zakresie biotechnologii na podstawie dysertacji Recent developments in chip-based electrical detection of NAs. W latach 2007–2008 była profesorem nadzwyczajnym Królewskiej Politechniki Sztokholmskiej. W maju 2009 r. habilitowała się w zakresie biologii na WBGiO UG na podstawie pracy Elektryczne biochipy do detekcji kwasów nukleinowych. Od października 2010 r. była profesorem nadzwyczajnym Polskiej Akademii Nauk. W lutym 2019 r. została profesorem nauk biologicznych.
Pracę zawodową rozpoczęła w kwietniu 1999 r. w Instytucie Biochemii i Biofizyki PAN (IBB PAN), następnie w latach 2000 - 2008 związana była z Wydziałem Biotechnologii Królewskiej Politechniki Sztokholmskiej. Od września 2008 r. pracuje w IBB PAN, a od października 2012 r. jest kierownikiem Pracowni Biologii Molekularnej IBB PAN w Gdańsku, współpracującej na podstawie Porozumienia UG - IBB PAN z Pracownią Molekularnych i Komórkowych Podstaw Strategii Nutraceutycznych w Katedrze Biologii i Genetyki Medycznej Wydziału Biologii UG.
Specjalizuje się w zagadnieniach związanych z biologią molekularną i genetyką, prowadzi badania m.in. dotyczące molekularnych mechanizmów chorób genetycznych i autoimmunologicznych człowieka (głównie z grupy chorób skórnych i autoimmunologicznych) oraz możliwości leczenia tych schorzeń.
Wespół ze swoją grupą badawczą wykryła i opisała m.in. wzór ekspresji informacji genetycznej ludzkich komórek poddanych działaniu flawonoidów, co odegrało znaczącą rolę w wyjaśnieniu molekularnego mechanizmu działania tych związków na procesy komórkowe. Odszyfrowano dokładny mechanizm działania flawonoidów na organizm ludzki w pozytywnej modulacji ekspresji czynnika biogenezy i aktywności lizosomu (TFEB) oraz negatywnej regulacji aktywności genu kinazy serynowo-treoninowej (mTOR), co było pierwszym doniesieniem o wpływie naturalnych substancji niskocząsteczkowych na działanie tego niezwykle istotnego dla utrzymania homeostazy komórki czynnika. Wykazano holistyczne działanie flawonoidów na metabolizm związków występujących w postaci złogów komórkowych, a nie jak wcześniej sądzono jedynie na syntezę tych makrocząsteczek, stanowi istotne odkrycie oraz nowy rozdział w badaniach nad flawonoidami jako potencjalnymi terapeutykami.
Jest członkiem Polskiego Towarzystwa Biochemicznego, Polskiego Towarzystwa Genetyki Człowieka, Polskiego Towarzystwa Genetycznego oraz European Study Group on Lysosomal Diseases. Pełni funkcję redaktora czasopism „Acta Biochimica Polonica”, „Scientific Reports” i „International Journal of Molecular Sciences".
Swoje prace publikowała w wielu prestiżowych czasopismach z listy filadelfijskiej (ISI Master Journal List) indeksowanych w JCR, m.in. „Journal of Biological Chemistry”, „Scientific Reports”, „Metabolic Brain Disease”, „Molecular and Cellular Biochemistry”, „Journal of Pharmaceutical Sciences”, „International Journal of Molecular Sciences" i in.

## Wyróżnienia i nagrody
- 1999 - Nagroda Rektora Uniwersytetu Gdańskiego, wyróżnienie rozprawy doktorskiej
- 1999 - Nagroda Fundacji na Rzecz Nauki Polskiej za całokształt osiągnięć naukowych
- 2001 - I nagroda zespołowa za najlepszą publikację genetyczną opublikowaną w polskim laboratorium w 2000 roku Polskiego Towarzystwa Genetycznego w kategorii prace oryginalne
- 2002 - Nagroda Polskiego Towarzystwa Genetycznego za osiągnięcia naukowe w zakresie biologii molekularnej bakteriofaga lambda
- 2010 - Nagroda Polskiego Towarzystwa Genetycznego za najlepszy cykl publikacji genetycznych z polskich laboratoriów opublikowany w latach 2007-2010
- 2013 - Nagroda Rektora Gdańskiego Uniwersytetu Medycznego (GUMed) Naukowa Zespołowa II stopnia za badania nad opracowaniem nowych możliwości terapeutycznych w leczeniu pacjentów z mukopolisacharydozami
- 2014 - Nagroda Rektora GUMed Naukowa Zespołowa II stopnia za badania nad patogenezą neuroosteoartropatii Charcota w przebiegu zespołu stopy cukrzycowej
- 2016 - Wyróżnienie II Wydziału Nauk Biologicznych i Rolniczych Polskiej Akademii Nauk za cykl prac pt. Szczególne zastosowanie flawonoidów w terapii genetycznie uwarunkowanych chorób metabolicznych z grupy lizosomalnych chorób spichrzeniowych (LChS)
- 2016 - Nagroda Rektora GUMed Naukowa Zespołowa II stopnia za badania nad otrzymywaniem kserożelu na bazie polidimetylosiloksanu jako nowego, stałego nośnika dla chlorowodorku doksorubicyny